# Tufiño
Tufiño es una parroquia del cantón Tulcán, provincia del Carchi, en Ecuador. Está localizada a 20 km de Tulcán. Limita con la República de Colombia al norte; con los cantones Montúfar y Espejo al sur; con la parroquia Maldonado al occidente y al oriente con la parroquia urbana Tulcán. Fue creada el 6 de junio de 1935. Se conoce que antes de convertirse en parroquia era denominada como Montañuela en honor a una planta de la zona llamada piñuela, años más tarde, en 1946, debido al Tratado Muñoz Vernaza-Suárez, tomó el nombre actual en honor al cartógrafo Luis Gabriel Tufiño (1880-1962), quien hizo los estudios de los límites fronterizos entre Ecuador y Colombia.

## Generalidades
La parroquia Tufiño está situada en la parte ecuatoriana del Nudo de los Pastos, al norte de la República del Ecuador, en América del Sur. Su cabecera se encuentra a una altitud de 3200 metros sobre el nivel del mar. Su clima es frío andino debido su proximidad al volcán Chiles. Se encuentra a 20 km de Tulcán, comunicada por la Vía Colectora Maldonado-Tulcán y por una vía secundaria que conecta a varios municipios del departamento de Nariño en Colombia.

## Economía
La economía de la parroquia se basa principalmente en el turismo y la agricultura, con cultivos de papa, cebada, trigo y maíz. También hay actividad ganadera que abastece la industria láctea del cantón Tulcán.

### Turismo

#### Balnearios de aguas termales
La parroquia posee balnearios de aguas termales sulfurosas de origen volcánico. Los balnearios que están en la cabecera parroquial son de carácter recreativo, mientras que a 5 km de la localidad, en la vía hacia la parroquia Maldonado, se ubica un balneario de carácter terapéutico denominado Las Aguas Hediondas por su hedor ocasionado por el alto contenido de azufre.

## Entorno natural

### Lagunas Verdes
A 22 km de la vía Tufiño - Maldonado, a 3980 metros sobre el nivel del mar, se ubica un complejo de 3 lagunas llamadas Lagunas Verdes por su coloración verde y turquesa, colores originados también por el azufre que se produce en las faldas del volcán Chiles.